# USS New York (LPD-21)
USS New York (LPD-21) – amerykański okręt desantowy typu San Antonio, przeznaczony do dostarczania na lądowy obszar operacji oddziałów Piechoty Morskiej. Nazwa okrętu który wszedł do służby 7 listopada 2009 roku, upamiętnia ofiary ataku na World Trade Center z 11 września 2001 roku, zaś dziobowa część kadłuba okrętu została częściowo wykonana ze stali pochodzącej z ruin WTC. Motto okrętu brzmi "Strength Forged Through Sacrifice – Never Forget" (Siła wykuta przez ofiarę – nigdy nie zapomnij). Załoga okrętu liczy 360 stałych członków oraz 3 na stałe przydzielonych żołnierzy Marines. Okręt może przetransportować do 699 ciężko uzbrojonych żołnierzy oraz pojazdów, w razie jednak konieczności możliwe jest zwiększenie ich liczby do 800. Jednostka wyposażona jest w pokład startowy oraz rampę umożliwiającą załadunek i desant ludzi oraz ciężkiego sprzętu wojskowego. LPD-21 umożliwia także transport oraz desant z wykorzystaniem poduszkowców Landing Craft Air Cushioned (LCAC), Mark 8 SEAL Delivery Vehicle oraz samolotów VTOL MV-22 Osprey.

## Historia

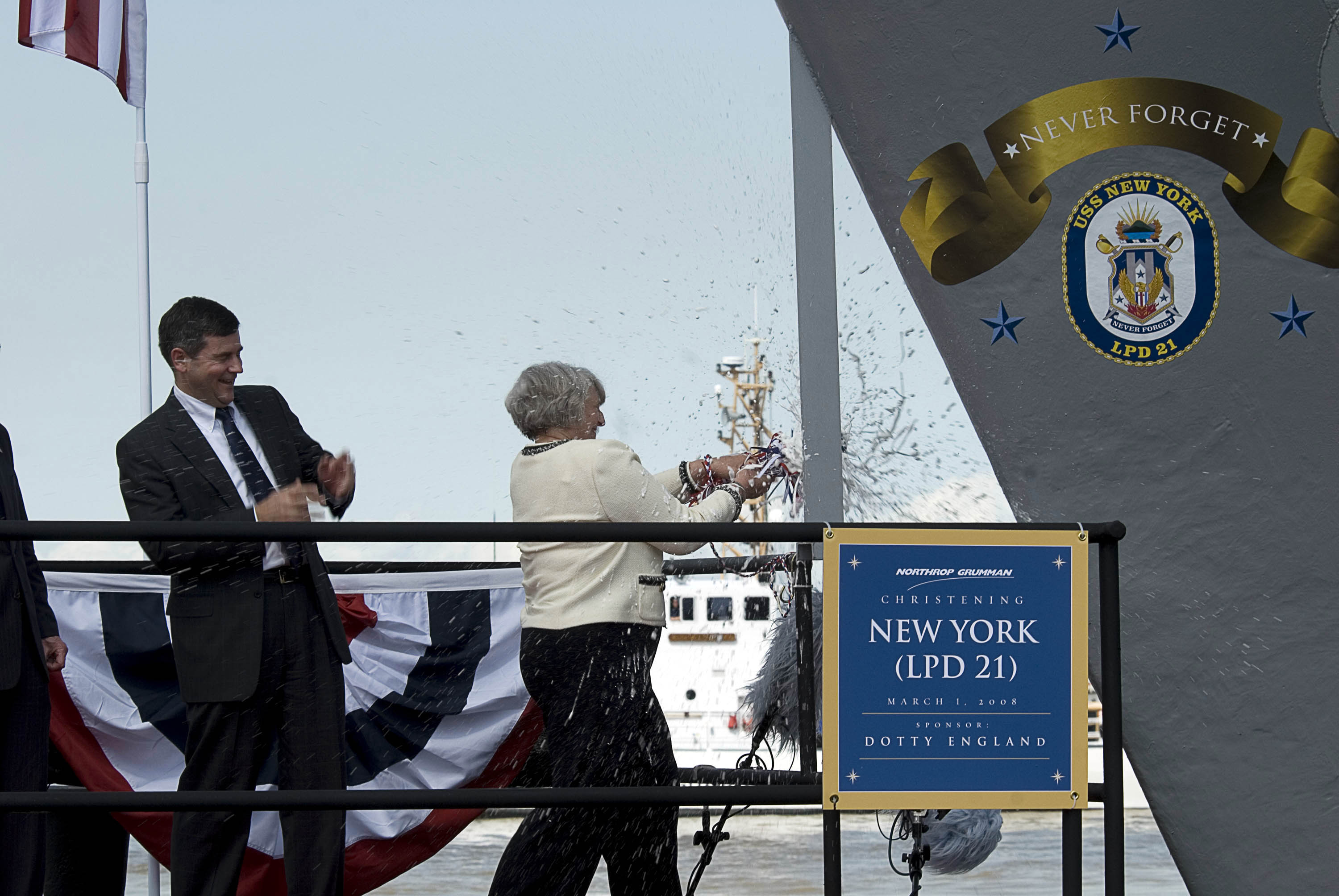
Ceremonia chrzczenia okrętu przez Dotty England, żonę podsekretarza departamentu obrony Gordona Englanda.

Mimo że historycznie nazwy stanów jako nazwy okrętów są zarezerwowane dla pancerników, od drugiej połowy XX wieku przyznawane są okrętom podwodnym. Wkrótce po ataku terrorystycznym na World Trade Center gubernator Nowego Jorku, George Pataki, wystąpił z petycją, aby odstąpić od reguły, nadając nazwę USS "New York" okrętowi desantowemu. Zgodę na to wydano 28 sierpnia 2002.
Oficjalna ceremonia chrztu okrętu miała miejsce 1 marca 2008 w Nowym Orleanie. Okręt wszedł do służby na przełomie 2009/2010 roku. Na jego pokładzie jest miejsce dla w pełni wyposażonego batalionu składającego się z 700 Marines.
Jest to pierwszy okręt zaprojektowany do obsługi trzech podstawowych środków transportu piechoty morskiej: amfibii EFV, okrętów desantowych LC, poduszkowców LCAC i samolotów pionowego startu i lądowania VTOL typu MV-22 Osprey.
Brał udział m.in. w ćwiczeniach BALTOPS w czerwcu 2024 roku na Bałtyku.